# Гип-гип ура!

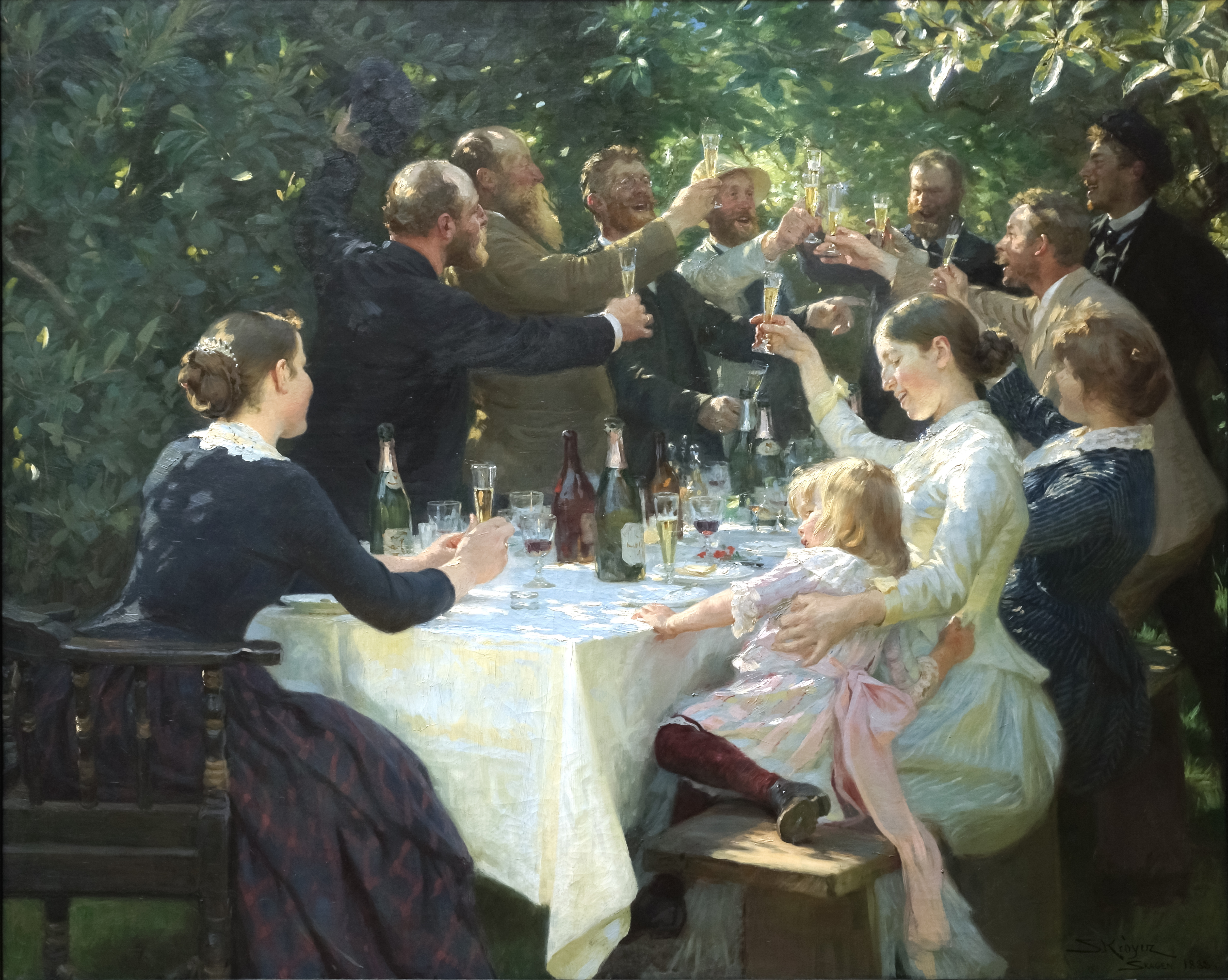
«Гип-гип ура! Праздник художников в Скагене», картина датского художника П. С. Кройера, холст, масло. 1888.

Гип-ги́п ура́ — восклицательное междометие, употребляющееся в качестве выражения воодушевления и восторженного одобрения. Кроме русского, существует и в других языках — английском, немецком, французском, итальянском и других.

## Употребление
Обычно эти слова произносятся хором, или кто-то один говорит «гип-гип», а остальные вместе — «ура!». В начале XIX века произносили тройное «гип»: «гип-гип-гип», повторённое троекратно такое завершение по-английски тоста также называется «three times three».

## Написание
«Русский орфографический словарь Российской академии наук» предлагает написание междометия через два дефиса — «гип-гип-ура». Однако двойное восклицательное междометие «гип-гип» может использоваться само по себе без последующего «ура». Поэтому правильными являются оба варианта написания — «гип-гип-ура» и «гип-гип ура». При письме чаще всего выделяется в конце восклицательным знаком.

## Этимология
Этимология данного междометия крайне неоднозначна и имеет множество версий происхождения — особенно это касается междометия «ура!».
Это восклицание известно германским и романским языкам:
- англ. Hip hip hooray!
- нем. hipp, hipp, hurra!
- фр. hip, hip, hip, hourra!
- итал. hip! hip! hurrah!

В русском языке междометия «гип-гип», «гип-гип-ура» и «ура!» имеют заимствованный характер. Этимологические справки о междометии «гип-гип ура» в академических источниках отсутствуют. Английский «Словарь Уэбстера» сообщает, что этимология слова «hip» неизвестна, а «Оксфордский словарь» указывает на дату одной из первых письменных фиксаций междометия «hip! hip! hip!» — 1827 год, произнесённого во время тоста.

### Версии этимологии
Существует версия, что междометие «hip-hip» является производным от боевого клича крестоносцев — «hep-hep!». Предполагалось, что этот клич является аббревиатурой латинской фразы «лат. Hierusalem est perdita» — «Иерусалим разрушен». Так в «Словаре фраз и поговорок» Брювера, изданном в 1898 году, сообщалось с ссылкой на французского учёного и писателя Анри ван Лауна, что в средние века германские рыцари начинали охоту на евреев кличем «Hip! Hip!», что означало «Иерусалим разрушен».
Однако некоторые учёные ставят под сомнение мнение Брювера и ван Лауна и утверждают, что нет никаких подтверждений использованию клича «hep-hep» ни в 135 году во время подавления иудейского восстания римлянами, ни во время крестовых походов, ни в Средние века, однако есть неопровержимые исторические свидетельства использования клича hep-hep немецкими антисемитами, во время погромов — один из погромов, случившихся в 1819 году, так и называется — «Хеп-хеп». Также утверждается, что междометие «Hep-hep» является вовсе не аббревиатурой латинской фразы, а кличем немецких пастухов, которые погоняли скотину, а студенты-антисемиты использовали этот клич.
Однако за год до упомянутого погрома ирландский поэт Томас Мур в 1818 году писал — «thay hipped and hurraed me» — что подтверждает, что это междометие вряд ли имеет отношение к антисемитским выступлениям в Германии. Джон Адамс описывает регулярные тосты «хип-хип-хип» в 1816 году при английском дворе (где Адамс был в то время послом).